# Armando Artaza
Armando Artaza (Buenos Aires, 14 de noviembre de 1844 - ib., 29 de mayo de 1917) fue un abogado, político y estanciero argentino que fue gobernador interino del Territorio Nacional de Formosa entre 1906 y 1910.

## Biografía
Nació el 14 de noviembre de 1844 en Buenos Aires. Su padre fue un estanciero y su madre indígena.
Fue estanciero desde su infancia y a los 21 años en 1865, viajó a Santa Fe.
Inició sus estudios de abogacía en 1871 y se recibió en 1879. Fue gobernador interino del Territorio Nacional de Formosa entre 1906 y 1907 y falleció en Buenos Aires, el 29 de mayo de 1917 a los 72 años.
- Datos: Q5704420